# São Rafael
São Rafael este un oraș în Rio Grande do Norte (RN), Brazilia.